# Fea Fossae
Le Fea Fossae sono una struttura geologica della superficie di Venere.